# Pan blanco

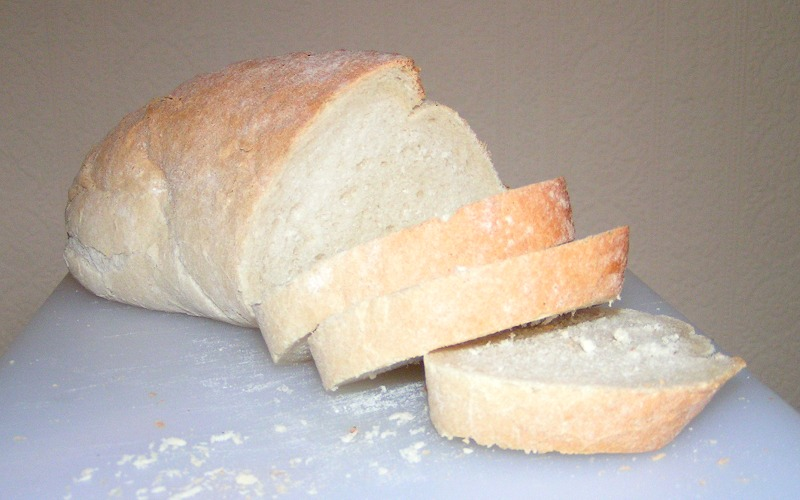
Pan blanco en rebanadas.

El pan blanco es un pan elaborado de harina de trigo refinada, es decir, aquella a la que se ha retirado el salvado y, a menudo, el germen de cereal, como resultado del proceso de molienda de las capas más externas del grano de trigo, produciendo una harina de color claro (en contraste con el pan integral hecho con harina integral de trigo, en la que estas partes se dejan y contribuyen al color parduzco).
La harina de trigo se llama harina blanca, y a menudo se blanquea usando mejoradores del pan. De este modo se aumenta su fecha de caducidad y se elimina el color amarillento y sus propiedades de horneado se vuelven más predecibles.
Entre las propiedades nutricionales del pan blanco destaca la ausencia de colesterol. También proporciona más energía que el pan integral y contiene menos grasa por porción.

## Críticas
El pan blanco se critica a menudo por ser menos nutritivo que otros panes. Algunos de los nutrientes como las vitaminas del grupo B, el hierro y los micronutrientes, se retiran junto con el germen de cereal en el proceso de molienda, y la mayoría del pan blanco comercial contiene poca fibra alimentaria en comparación con el pan que incluye el salvado, lo que no contribuye a un adecuado tránsito intestinal. 